# Cerro Contador/San Agustín
El cerro San Agustín (según Argentina) o cerro Contador (según Chile) es una montaña de unos 560 metros de altura y de cima plana, que se encuentra en el sector noreste de la isla Águila, frente a la costa sureste de la península Trinidad, Antártida. Marca la mayor cumbre de dicha isla.

## Historia y toponimia
Fue descubierto por el British Antarctic Survey y nombrada después de cartografiarla en noviembre de 1945. El nombre en idioma inglés (Scree Peak) describe las pendientes del cerro. En Argentina recibe el nombre del santo Agustín de Hipona.
En Chile, su nombre corresponde al apellido del teniente coronel Héctor Contador López, del Ejército de Chile, quien tuvo a su cargo la brigada de reparaciones de la Base General Bernardo O'Higgins, durante la expedición antártica chilena de 1966-1967.

## Reclamaciones territoriales
Argentina incluye al cerro en el departamento Antártida Argentina dentro de la provincia de Tierra del Fuego, Antártida e Islas del Atlántico Sur; para Chile forma parte de la comuna Antártica de la provincia Antártica Chilena dentro de la Región de Magallanes y de la Antártica Chilena; y para el Reino Unido integra el Territorio Antártico Británico. Las tres reclamaciones están sujetas a las disposiciones del Tratado Antártico.
Nomenclatura de los países reclamantes: 
- Argentina: cerro San Agustín[5][6]
- Chile: cerro Contador[4]
- Reino Unido: Scree Peak[3]